# Ђопчелија
Ђопчелија (мкд. Ѓопчели, тур. Gökçeli) је насеље у Северној Македонији, у југоисточном делу државе. Ђопчелија је насеље у оквиру општине Дојран.

## Географија
Ђопчелија је смештена у југоисточном делу Северне Македоније, близу државне границе са Грчком (7 km источно од села). Од најближег града, Ђевђелије, насеље је удаљено 35 km североисточно.
Насеље Ђопчелија се налази у историјској области Бојмија. Насеље је положено у југозападној подгорини планине Беласице, на приближно 320 метара надморске висине. 
Месна клима је измењена континентална са значајним утицајем Егејског мора (жарка лета).

## Становништво
Ђопчелија је према последњем попису из 2002. године имала 155 становника. 
Већинско становништво у насељу су Турци (98%).
Претежна вероисповест месног становништва је ислам.